# Философска мисъл
Философска мисъл — болгарский философский научный журнал, издававшийся с 1945 по 1991 год.

## История
Вышло 503 номера, в которых напечатано более 5500 текстов более 1500 авторов. Его продолжением после 1992 г. является журнал «Философские альтернативы», издаваемый Институтом философских наук БАН.